# Székely István (reformátor)
Székely István (1505, Bencéd – 1565) 16. századi krónikaíró és reformátor.

## Életútja
Az Udvarhely megyei Bencéden született, apja valószínűleg Perényi Péter szolgálatában állt. 1529 nyarán ferences rendiként iratkozott be a Krakkói Egyetemre, Krakkóban a magyar burzában élt. Visszatérve hazájába, a reformáció érdekében tevékenykedett. 1538-ban Szikszón, 1544-ben Liszkán lett iskolamester. 1548-ban már ismét Szikszóra került, ekkor valószínűleg lelkészként. 1550-től Kassán terjesztette a lutheránus hitelveket; pár év múlva Göncre ment lelkésznek, ahol már a svájci reformáció szellemében működött. Itt még élt 1563 végén, amikor már lelkésztársa is volt Károlyi Gáspár személyében. Ezt követően életéről nincsenek további adatok.

## Munkái
- Keresztyénségnek fundamentomáról való tanuság. Krakkó, 1538 (A Bod Péter által ismert egyetlen példány 1849-ben Nagyenyeden elpusztult.)
- Istenes Énekek. Krakkó, 1538 (Ezen egyetlen példány szintén 1849-ben pusztult el.)
- Calendarivm magiar nielwen Krakkó. 1540–1550
  - Szekel' Estván: Calendarium magiar nielwen; fakszimile szöveggond., bev. Molnár József / Slovacius Peter: Szekel' Estván. Magyarra fordetotta Peechi Lukach; hasonmás kiad.; ELTE, Bp., 1976 (Fontes ad historiam linguarum populorumque uraliensium)
- Soltar Könü Szekel' Estuantul magiar nielre (így) fordítatott. Touabba ez Soltar vtan Szido szolasnac mogia es nehez heliecnec Röuideden valo magiarazatia Psalmusonkent következic. Tablaia is vagion... Krakkó, 1548, három fametszettel (A 19. század végén a Magyar Tudományos Akadémiának teljes példánya volt; ugyanakkor a Nemzeti Múzeumban is megtalálható volt. Ez a könyv része volt annak a tervének, hogy a teljes Ószövetséget lefordítja és magyarázatokkal látja el.)[1]
  - Zsoltárkönyv. Krakkó, 1548; tan. Szentmártoni Szabó Géza, fakszimile szöveggond. Kőszeghy Péter; hasonmás kiad.; Argumentum–MTA Irodalomtudományi Intézet, Bp., 1991 (Bibliotheca Hungarica antiqua)
- Chronica ez Vilagnac Yeles dolgairol. Szekel Estvan Craccoba Niomtatot... M.D.LIX (Újra kiadta Toldy Ferenc, Székely István Magyar Krónikája 1558. CCCLVII-MDLVII. Kivonva Világ Krónikájából. Pest, 1854. Ujabb Nemzeti Könyvtár III. Folyam XVI. századbeli magyar történetírók c. 1-66. l.)
  - Chronica ez vilagnac yeles dolgairol; sajtó alá rend., tan. Gerézdi Rabán; hasonmás kiad.; Akadémiai, Bp., 1960 (Bibliotheca Hungarica antiqua)
  - Chronica ez vilagnac yeles dolgairol; szerk., tan. Csorba Csaba; hasonmás kiad.; Kazinczy Társaság, Sárospatak, 1992 (Kazinczy könyvtár)
  - Chronica ez vilagnac yeles dolgairol; hasonmás kiad.; Kossuth–OSZK–Székely Nemzeti Múzeum, Bp.–Sfântu Gheorghe, 2019